# Ханойський метрополітен
Ханойський метрополітен (в'єт. Đường sắt đô thị Hà Nội) — повністю естакадна лінія метро в столиці В'єтнаму місті Ханой. Відкритий 6 листопада 2021 року став першим метрополітеном в країні.

## Історія
Перші розмови про необхідність будівництва метрополітену в місті почались наприкінці 1990-х рокув. У 1998 році в'єтнамський уряд затвердив програму довгострокового розвитку залізничного транспорту країни, яким передбачалося будівництво метро у столиці. Спочатку планувалося побудувати першу чергу метро до 2010 року, але через постійні затримки пов'язані з численними непорозуміннями між урядом та компаніями що розробляли проєкт, початок будівництва весь час відкладався. Нарешті у 2008 році був остаточно затверджений проєкт, згідно яким будівництво декількох ліній розділене на кілька етапів. Будівництво першої черги в складі двох ліній (Лінії 2А та Лінії 3) розпочалося у 2010 році, на той час населення міста становило понад 7 млн. Спочатку першу гілку метро планувалося побудувати за 5 років, але потім дату відкриття неодноразово переносили, спочатку на 2018 а потім на 2019 рік. Затримки на будівництві були пов'язані з проблемами зі фінансуванням та придбанням землі для спорудження необхідної для функционування метро інфраструктури. Нарешті, наприкінці жовтня 2019 року, було здійснено перший випробувальний пуск невеликої частини лінії. Повноцінні випробування Лінії 2А розпочалися лише у грудні наступного року. Після перевірки всіх систем Лінію 2А було відкрито 6 листопада 2021 року. Завершити будівництво Лінії 3 планують у 2023 році.

## Лінія

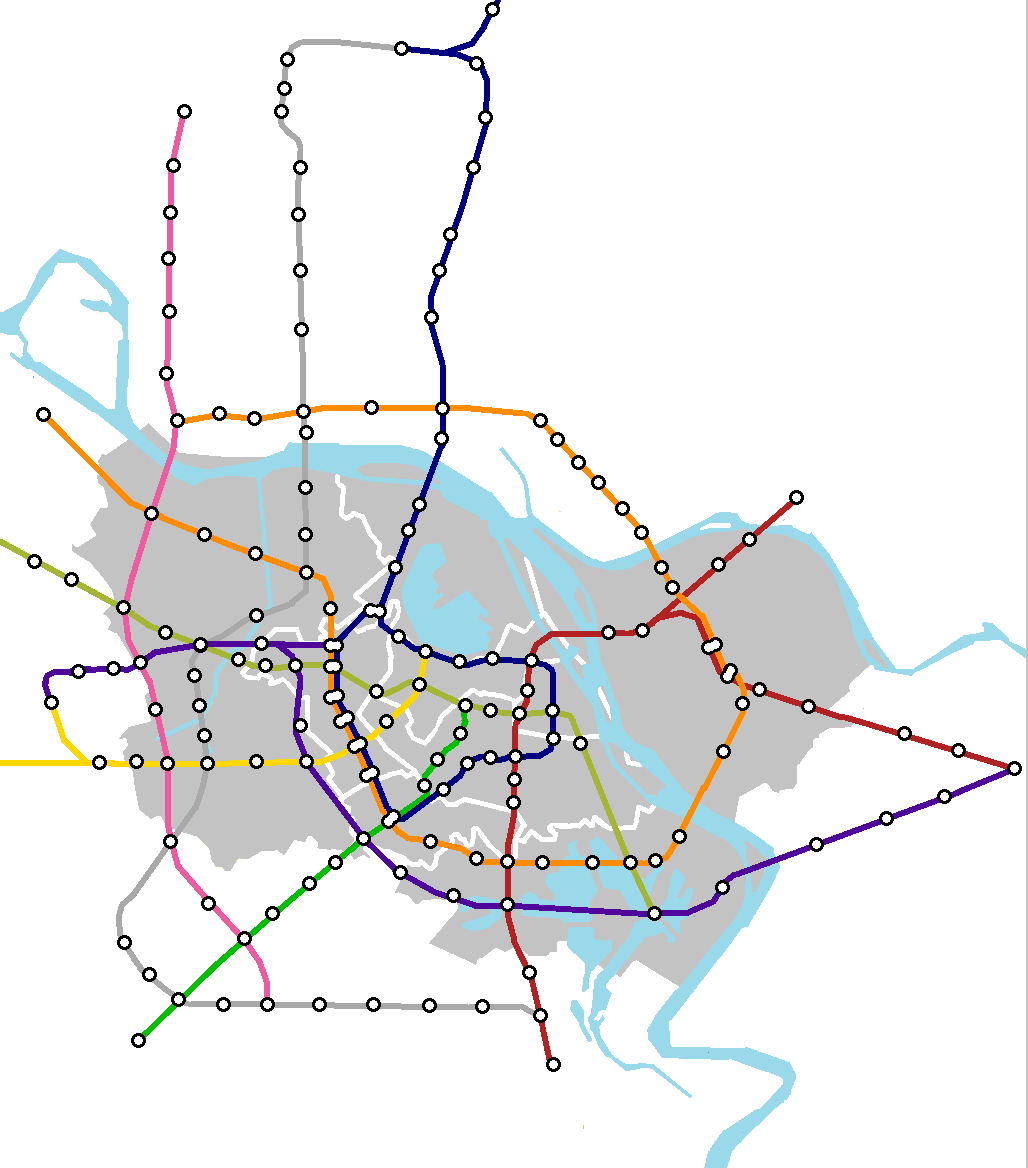
Довгостроковий план розвитку

Станом на кінець 2021 року в місті 1 діюча та 1 лінія що будується. Обидві лінії мають стандартну ширину колії, живлення потягів здійснюється від третьої рейки.
| № Лінії  | Початок будівництва | Дата відкриття   | Кількість станцій | Кінцеві станції        | Довжина в км | К-сть підземних станцій |
| -------- | ------------------- | ---------------- | ----------------- | ---------------------- | ------------ | ----------------------- |
| Лінія 2А | 2011 рік            | 6 листопада 2021 | 12                | «Кат Лінь»—«Йеннь Хіа» | 13,1         | 0                       |
| Лінія 3  | 2010 рік            | 2023 (за планом) | 12                | «Га На Ной»—«Тхон»     | 12,5         | 4                       |

## Рухомий склад
Лінію 2А обслуговують 13 чотиривагоних потяги виробництва китайської компанії CRRC. Потяги обладнані кондиціонерами та мають скрізний прохід між вагонами. Для обслуговування Лінії 3 були замовлені також чотиривагонні потяги, але вже французької компанії Alstom. Всього було замовлено 10 потягів моделі Alstom Metropolis які повинні надійти до міста до кінця 2021 року

## Розвиток
Довгостроковим планом розвитку столиці передбачено спорудження до 2050 року 8 ліній метрополітену загальною довжиною понад 300 км.

## Галерея

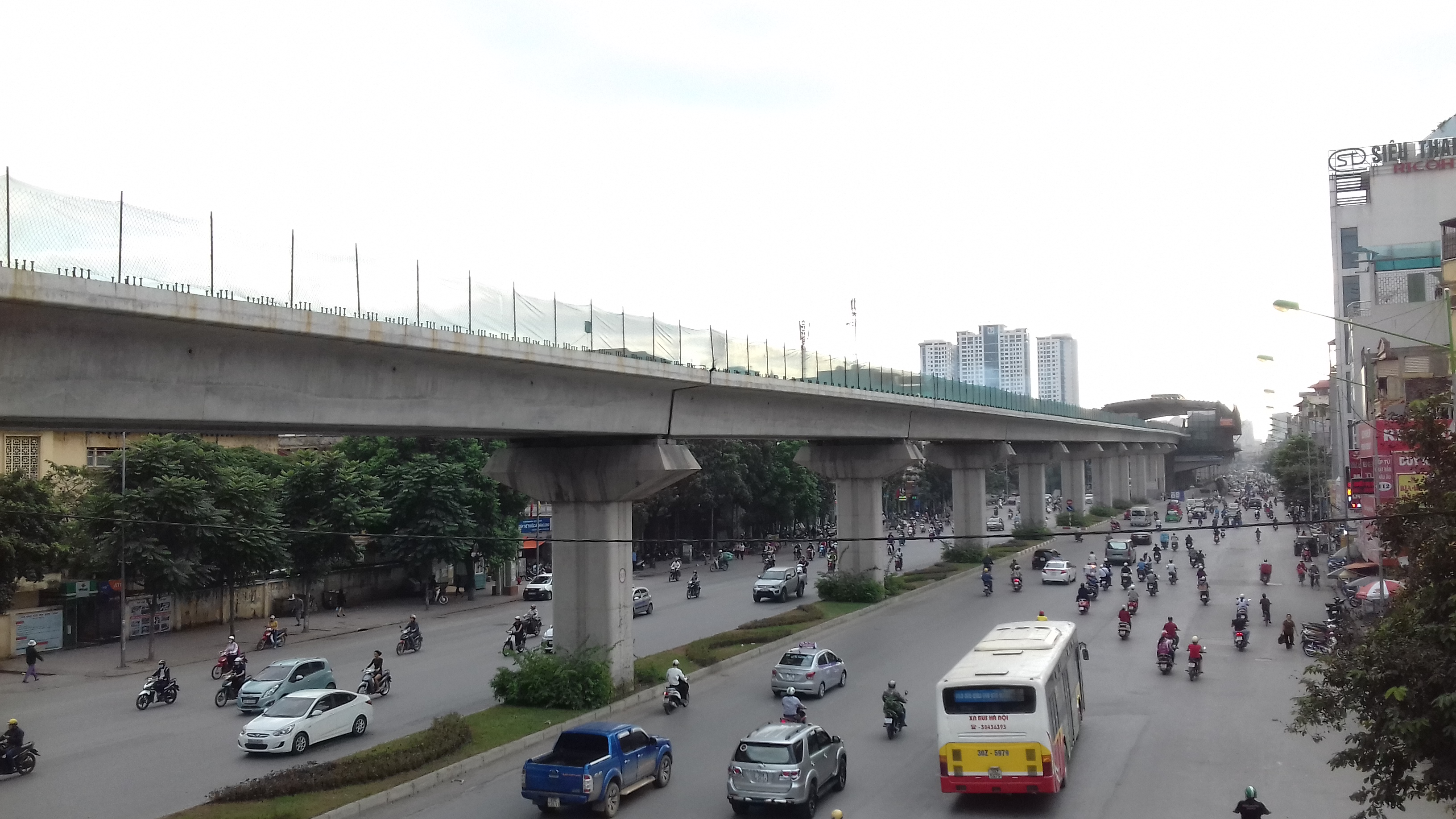
Будівництво естакади Лінії 2А поблизу станції «Національний університет» (2016 рік)
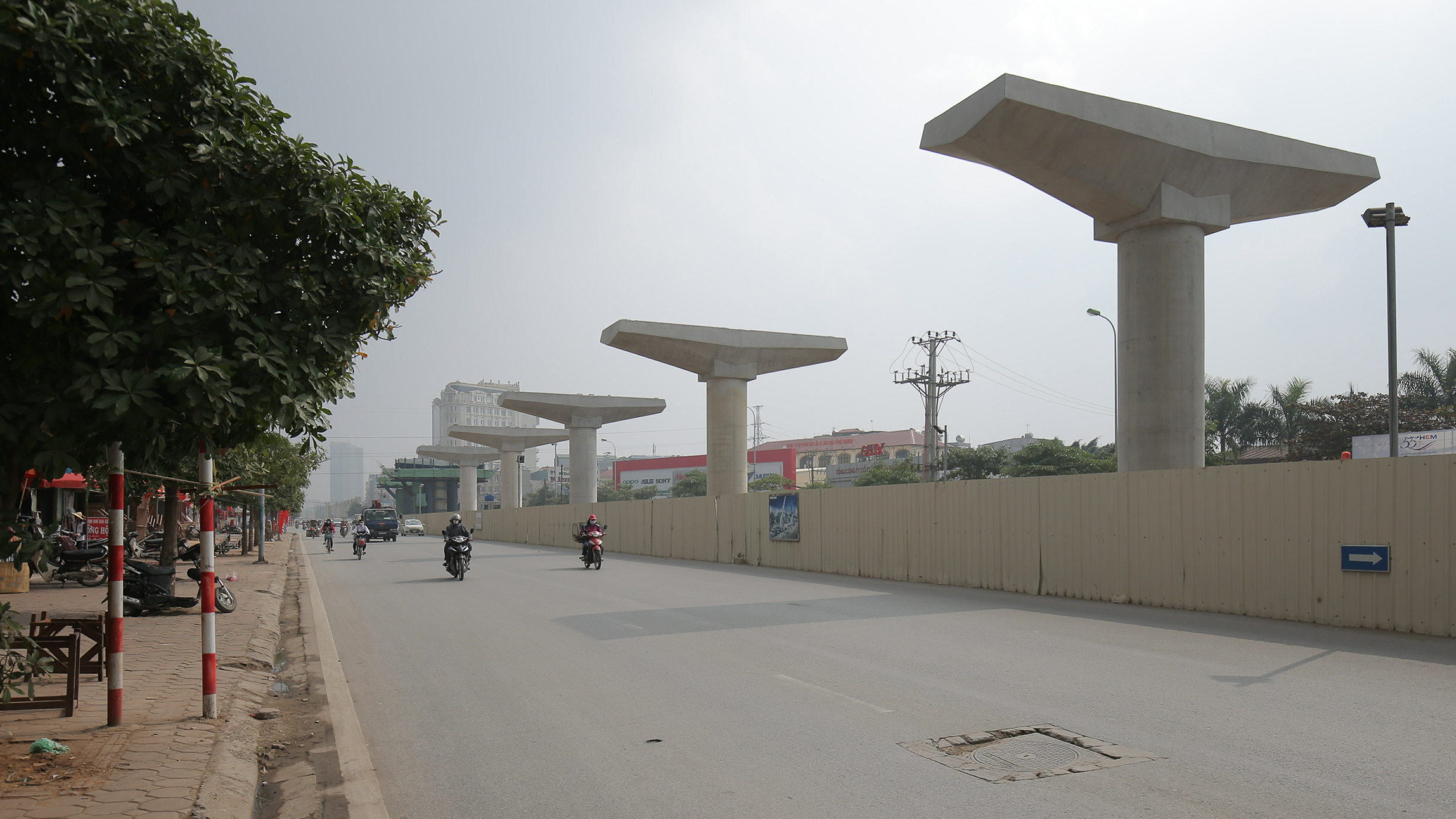
Будівництво естакадної частини Лінії 3 (2016 рік)
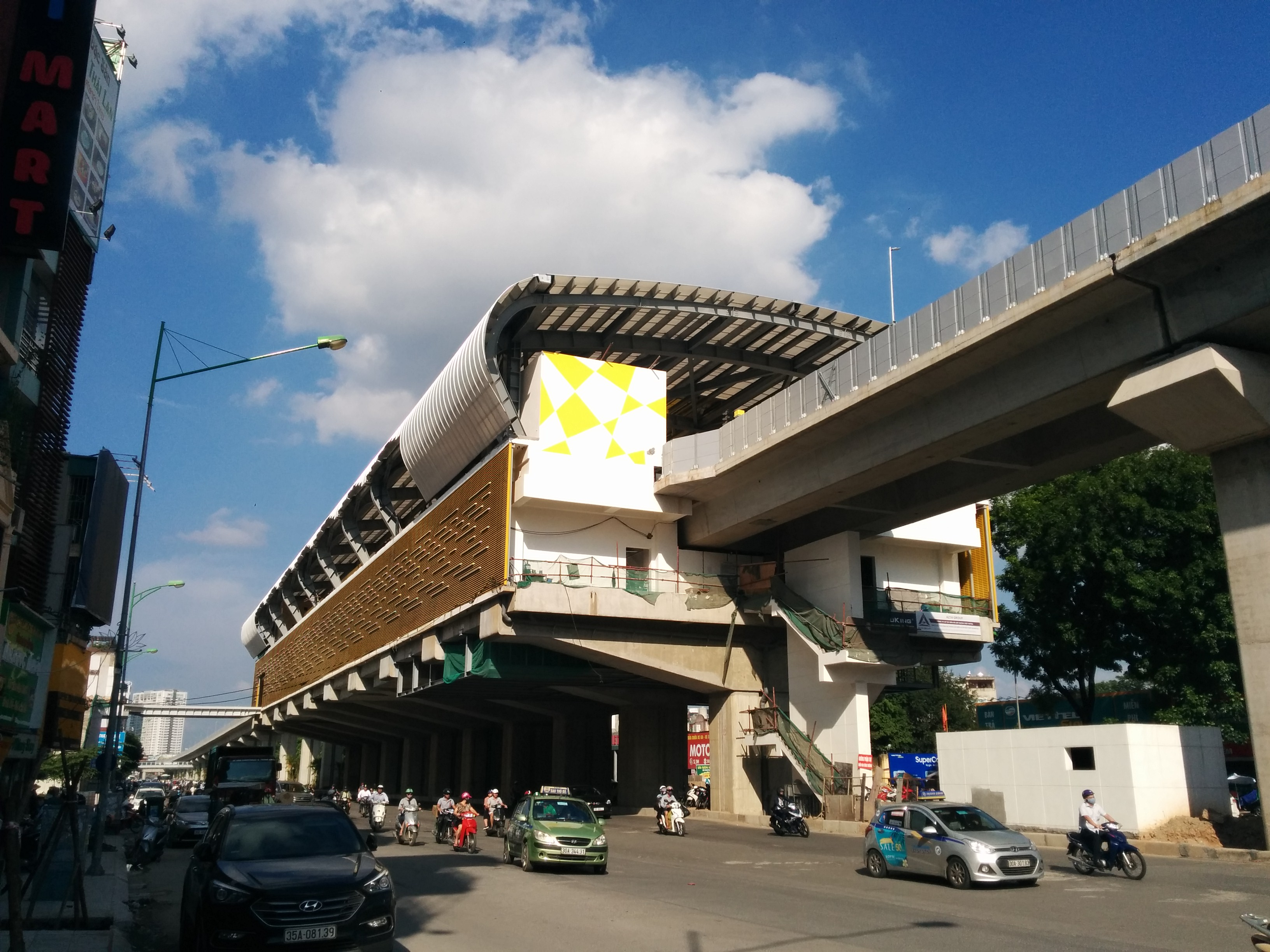
Одна зі станцій станом на 2017 рік
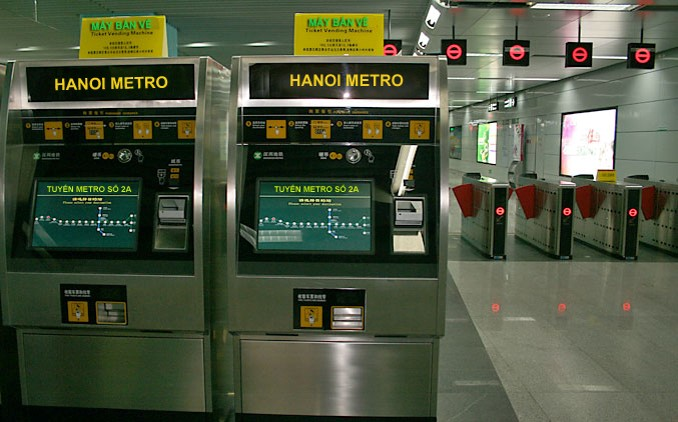
Квиткові автомати та турнекети